# 學甲交流道
學甲交流道為台84線的交流道，位於臺灣臺南市學甲區，指標為8k，可連絡台19線（中央公路），往東可與國道一號和國道三號連接。
|  | 8 學甲 |  | 鹽水 學甲 |